# Doktor Frigo
Doktor Frigo (Englischer Originaltitel Doctor Frigo) ist ein Politthriller von Eric Ambler aus dem Jahr 1974. Die Handlung ist in zwei fiktiven Ländern in der Karibik und Zentralamerika, einer französischen Kolonie und einer Kaffeerepublik angesiedelt. Zeitgenössischer Hintergrund ist die Ölkrise von 1973.  Thematisch schließt der Roman an Amblers Schmutzige Geschichte von 1967 an.

## Inhalt
Frigo (französische Abkürzung für frigidaire = Kühlschrank) ist der Spitzname von Dr. Ernesto Castillo. Der Arzt zentralamerikanischer Herkunft lebt auf der französischen Antilleninsel Saint-Paul-les-Alizés im Exil. Sein Vater Clemente Castillo war demokratisch-sozialistischer Präsident einer mittelamerikanischen Kaffeerepublik und wurde 12 Jahre zuvor bei einem Militärputsch ermordet. Der Sohn ist völlig unpolitisch und lebt nur für seinen Beruf, obwohl seine Mutter und frühere Anhänger seines Vaters glauben, dass er irgendwann dessen Nachfolge antreten wird.
Unerwartet erhält Castillo Besuch aus Mexiko. Manuel Villegas Lopez ist einer der Führer der Demokratisch-Sozialistischen Partei und versucht, Castillo indirekt in die Politik seines Heimatlandes einzuspannen. Von dieser Absicht erfährt wiederum der französische Geheimdienst und kontaktiert Castillo. Da er kein französischer Staatsangehöriger ist, wird er vom Geheimdienst dazu erpresst, sich Villegas als Leibarzt anzudienen und gleichzeitig Informationen über dessen politische Aktivitäten zu liefern. Falls sich Castillo weigert, verliert er seinen Status als Exilant.
Castillo erkennt, dass Villegas, der Gerüchten nach für den Tod seines Vaters mitverantwortlich sein soll, an amyotropher Lateralsklerose (ALS) erkrankt ist und schon bald aus der Politik ausscheiden wird. Doch die französischen Agenten zwingen den Arzt, Villegas durch eine Behandlung so lange wie möglich funktionsfähig zu erhalten; Castillo verschweigt dem Patienten die Krankheit.
Durch seine Freundin, die exzentrische Kunsthändlerin Elisabeth Martens, erfährt Castillo die Hintergründe von Villegas Besuch. Vor der Küste der Kaffeerepublik existieren Erdölvorkommen, deren Ausbeutung bislang unrentabel war, aber durch die Ölkrise 1973 attraktiv für internationale Konzerne geworden sind. Diverse Interessengruppen verfolgen nun das Ziel, die oligarchisch orientierte Militärregierung der Kaffeerepublik durch Villegas zu ersetzen.
Villegas ist es in der Heimat gelungen, verschiedene politische Gruppierungen in einer gemeinsamen Opposition zu vereinen, so El Lobo (Spanisch: Der Wolf), einen marxistisch-leninistischen Stadtguerillero, einen Bauernpriester sowie den Erziehungsminister der gegenwärtigen Regierung, der die radikalen Studenten hinter sich vereinigt.
Das internationale Ölkonsortium hat einen Putschplan ausgearbeitet, der von der französischen Regierung unterstützt und von den USA geduldet wird; im Gegenzug wird Villegas die Durchführung sozialer Reformen zugestanden:
„Der Staatsstreich neuen Stils, rationalisierte Buchführung hat es mal jemand genannt. Der Deal wird im voraus arrangiert – symbolische Demonstration von Stärke, minimale Gewaltanwendung, maximale Höflichkeit, keine Schikanen, ein Flugzeug zum selbst gewählten Bestimmungsort – nirgendwo eine Überraschung, denn Überraschungen bedeuten schlechte Planung.“
Doktor Frigo, zitiert nach Howald, S. 423.
Zwar ist der Coup erfolgreich, doch kurz darauf brechen die unterschiedlichen politischen Interessen der Putschisten auf. El Lobo arrangiert ein Gespräch zwischen Castillo und dem Mörder seines Vaters, dem von ihm entführten General Escalon. Escalon gibt zwar die Tat zu, verrät Castillo aber auch, dass Villegas ebenfalls am Tod Castillo seniors beteiligt war. Villegas ist inzwischen Staatspräsident und befürchtet, dass der entführte General noch mehr Einzelheiten des damaligen Militärputsches enthüllt, die seine Position gefährden könnten.
Bevor Villegas Maßnahmen ergreifen kann, wird er selbst in aller Öffentlichkeit ermordet. Für den Mord wird von den Behörden der Bauernpriester verantwortlich gemacht, der kurz darauf angeblich Selbstmord begeht. Castilo wird zum Erziehungsminister ernannt, doch er erhält nun vom französischen Geheimdienst als Gegenleistung für seine Dienste einen vordatierten französischen Pass und kann so nach Saint-Paul-des-Alizés zurückkehren und weiterhin als Arzt tätig sein. Sein unfreiwilliger Ausflug in die Politik ist beendet.

## Kritik
„Sie (die handelnden Figuren, d. Verf.) sind in Wirklichkeit die Repräsentanten einer Welt, die sich keine Spielregeln mehr gibt, einer Welt, die allmählich verdschungelt. ‚Dr. Frigo‘ ist, als Schelmenroman daherkommend, ein ernstzunehmender Roman über den Zerfall der politischen Sitten.“

## Auszeichnungen
- 1976 erhielt Doktor Frigo den Grand prix de littérature policière.